# Promicrogaster terebrator
Promicrogaster terebrator är en stekelart som beskrevs av Charles Thomas Brues och Richardson 1913. Promicrogaster terebrator ingår i släktet Promicrogaster och familjen bracksteklar. Inga underarter finns listade i Catalogue of Life.